# Паровоз-памятник Эр785-51
Паровоз-памятник Эр785-51 — технический памятник в городе Ржеве Тверской области. Установлен у входа на железнодорожную платформу Ржевский мемориал рижского направления Московского региона Октябрьской железной дороги.

## Описание
Памятник представляет собой установленный 19 апреля 2021 года на вечную стоянку отлично сохранившийся и прошедший реставрацию грузовой паровоз серии «Э» (Эр785-51), заводской №: 1457, тендер Л-3453.
До установки паровоз хранился в запасниках Фондовой площадки Музея железных дорог России расположенной в Шушарах и был приписан к депо ТЧЭ-14 «Санкт-Петербург-Варшавский».
История паровоза началась в 1950 году, когда он покинул сборочный цех завода имени И. В. Сталина в польском городе Познани.
С 1950 по 1955 гг. паровоз трудился на Печорской железной дороге, работал в депо «Микунь»; с 1955 по 1959 гг. на Кировской железной дороге, с 1959 года на Октябрьской.
За время работы на Октябрьской железной дороге паровоз сменил ряд депо: сначала работал в депо «Сортавала», затем в ТЧ-16 «Сонково», позднее снова вернулся в Сортавалу.
В августе 1966 года проходил капитальный ремонт на Великолукском паровозоремонтном заводе (ВЛПВРЗ), где стал последним отремонтированным паровозом.
Далее его ждало долгое хранение на фондовых музейных площадках и установка на станции «Ржевский Мемориал», открывшейся в мае 2021 года.
Локомотивы серии «Э» были основной грузовой тягой времён Великой Отечественной войны. Паровозы именно серии «Эр» возили эшелоны с боеприпасами, техникой и живой силой.

## История создания памятника

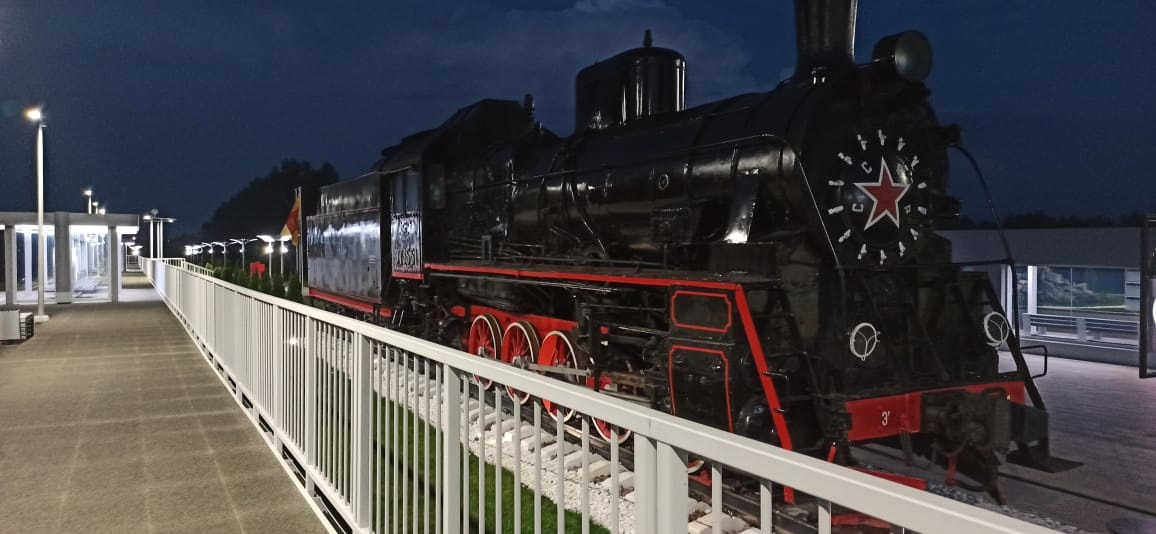
Вид на паровоз-памятник Эр785-51
с платформы «Ржевский мемориал»

Летом 2020 года президент Российской Федерации Владимир Путин поручил создать на железнодорожном участке Ржев-Балтийский — Муравьёво остановочный пункт Ржевский мемориал, расположив его в 2,5 км от одноимённого монумента в память о солдатах погибших подо Ржевом.
Работы начались в декабре 2020 года, а уже 6 мая 2021 года новая платформа была введена в эксплуатацию.
В рамках строительства остановочного пункта, холдинговая компания ОАО «РЖД» решила сделать подарок посетителям нового историко-туристического маршрута «Москва — Ржевский Мемориал» и выделила из запасников Фондовой площадки Музея железных дорог России в Шушарах раритетный грузовой паровоз серии «Э» (Эр785-51).
Работы по установке паровоза на место вечной стоянки проводились с 16 по 19 апреля 2021 года.
Чтобы установить памятник-паровоз, рядом с пассажирской платформой за четыре дня был возведён постамент и уложен временный путь. Паровоз шёл по рельсам сам, — на сцепке с тепловозом, затем двумя кранами восстановительного поезда на постамент переставили сначала тендер, потом и сам паровоз.